# Lijst van Azerbeidzjaanse schrijvers
Dit is een (onvolledige) lijst van Azerbeidzjaanse schrijvers. 

## A
- Chingiz Abdullayev
- Ilyas Afandiyev
- Mirza Fatali Akhundov
- Suleyman Sani Akhundov
- Ashig Alasgar

## B
- Vidadi Babanli
- Abbasgulu Bakikhanov
- Banine

## C
- Yusif Vazir Chamanzaminli

## E
- Elchin Efendiyev

## F
- Fuzûlî
- Falaki Shirvani

## G
- Ali Gafarov

## H
- Mehdi Huseyn

## I
- Hamlet Isakhanli
- Mirza Ibrahimov

## J
- Jafar Jabbarly
- Huseyn Javid
- Ahmad Javad

## K
- Ali Karim
- Firidun bey Kocharli
- Kamran Nazirli

## M
- Afag Masud
- Jalil Mammadguluzadeh
- Mikayil Mushfig
- Mahsati Ganjavi

## N
- Nariman Narimanov
- Narmin Kamal
- Imadaddin Nasimi
- Khurshidbanu Natavan
- Mir Mohsun Navvab
- Sevinj Nurugizi

## O
- Mammed Said Ordubadi

## P
- Mir Jalal Pashayev

## R
- Nigar Rafibeyli
- Natig Rasulzadeh
- Suleyman Rustam
- Rasul Rza
- Anar Rzayev

## S
- Mirza Alakbar Sabir
- Abbas Sahhat
- Abdulla Shaig
- Seyid Azim Shirvani
- Ismayil Shykhly
- Manaf Suleymanov

## T
- Saib Tabrizi

## V
- Molla Panah Vagif
- Bakhtiyar Vahabzadeh
- Aliagha Vahid
- Suleyman Valiyev
- Mirza Shafi Vazeh
- Hashim bey Vazirov
- Najaf bey Vazirov
- Molla Vali Vidadi
- Samad Vurgun